# Falcon Stadium
Das Falcon Stadium ist ein Football-Stadion auf dem Campus der United States Air Force Academy (USAFA) in El Paso County im US-Bundesstaat Colorado, nördlich von Colorado Springs. Es ist die Heimspielstätte der Air Force Falcons aus der Mountain West Conference. Des Weiteren findet im Stadion jährlich die Abschlussfeier der Absolventen der Academy statt.

## Geschichte und Aufbau
Das Stadion öffnete 1962 und kostete 3,5 Millionen US-Dollar. Das erste Spiel wurde gegen die Colorado State Rams mit 24:0 gewonnen. Das Falcon Stadium ist einzigartig durch seine unausgeglichene Form mit zwei großen Oberrängen auf der Westseite und einem großen und sieben weiteren kleinen Oberrängen auf der Ostseite. Insgesamt finden im Stadion 46.692 Zuschauer Platz. Vor dem Bau des Falcon Stadium spielten die Air Force Falcons in mehreren Stadien in Colorado, vor allem auf dem Gelände der University of Denver.
Eine permanente Flutlichtanlage wurde 2002 und eine Video-Anzeigetafel 2004 installiert. In den ersten 44 Jahren bestand das Spielfeld aus einer natürlichen Grasfläche, bis diese 2006 für 750.000 US-Dollar durch Kunstrasen ersetzt wurde. 

## Sonstiges
Im Jahr 1991 spielten die Seekadetten der rivalisierenden United States Naval Academy den Air Force Falcons einen Streich. Den Schriftzug „AIR FORCE“ auf der Haupttribüne veränderten sie so, dass daraus „AIR FARCE“ wurde. Vor dem Spiel im Jahr 2007 wurde der Streich wiederholt, dieses Mal wurde der Schriftzug in „CHAIR FORCE“ geändert.

## Galerie

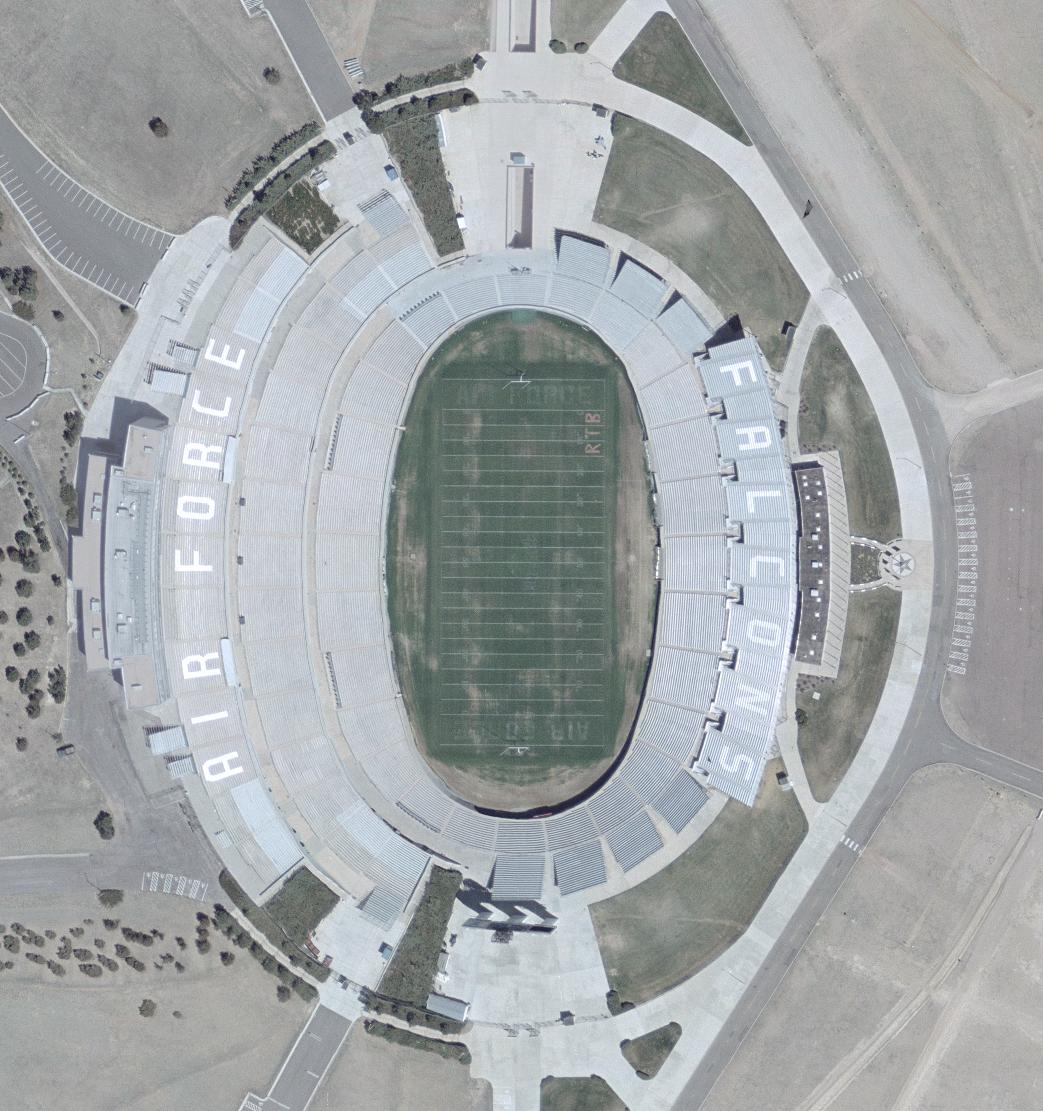
Das Stadion von oben.
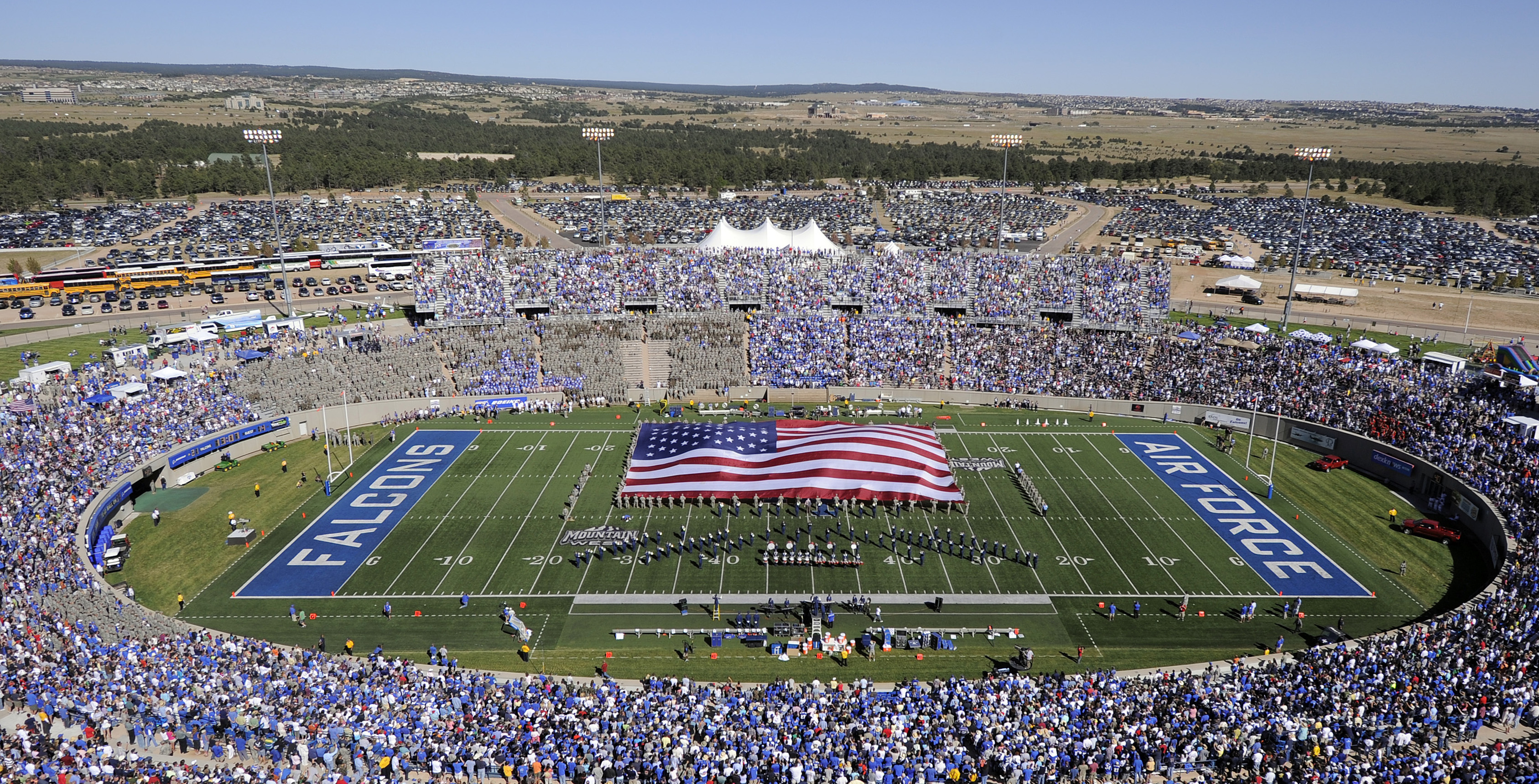
Spiel der Air Force Falcons gegen die BYU Cougars (35:14) am 11. September 2010. Die Darbietung erinnert an die Opfer der Terroranschläge am 11. September 2001.
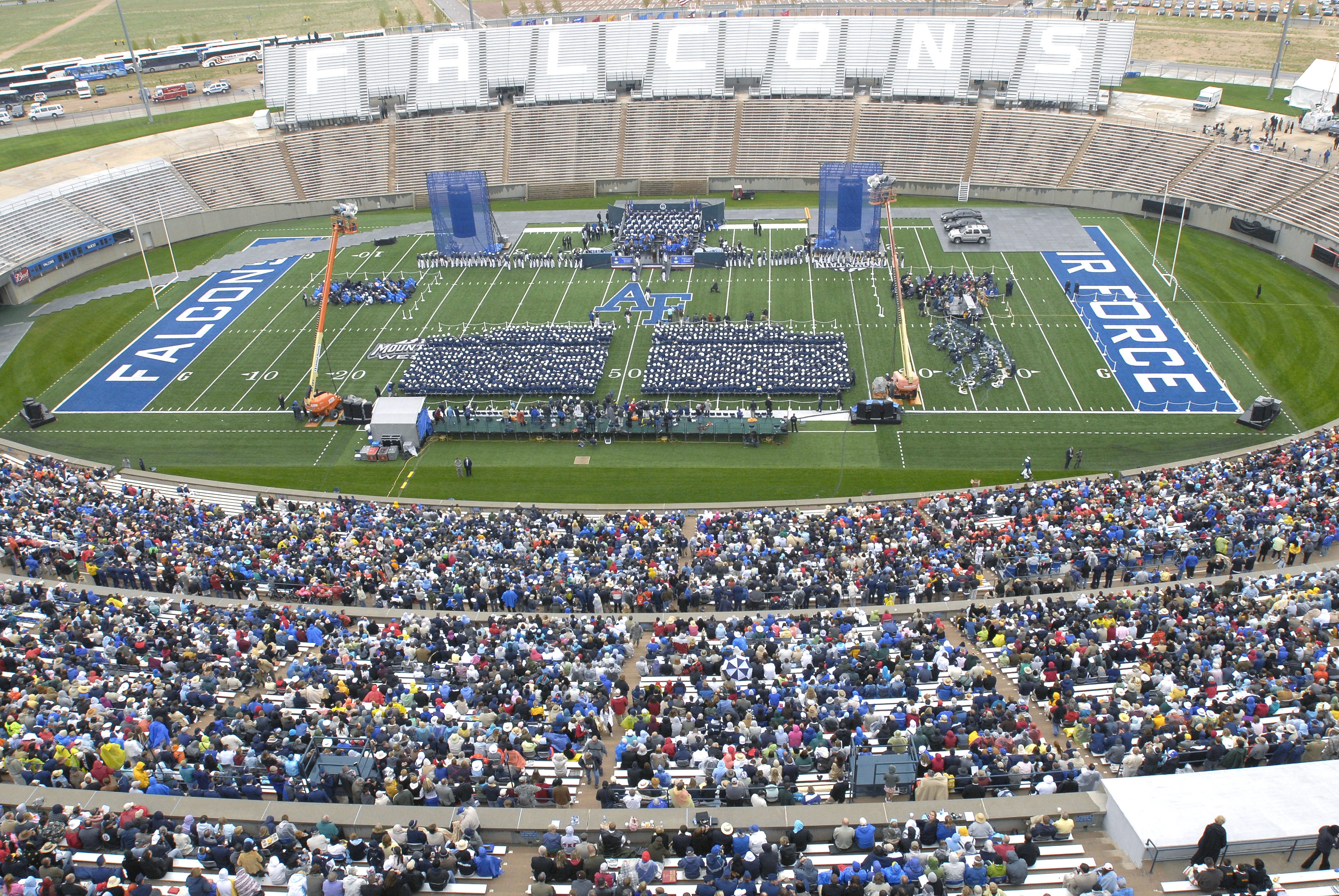
Graduierungsfeier der Academy mit 1.012 Absolventen am 28. August 2008.